# غرغرة
غرغرة (بالفارسية: گرگره) هي قرية تقع في أذربيجان الغربية في إيران. يقدر عدد سكانها بـ 89 نسمة بحسب إحصاء 2016.